# Грао, Даниель
Даниель Грао Валье (исп. Daniel Grao Valle; род. 1976) —  испанский актёр кино, театра и телевидения.

## Биография
Родился в Сабаделе в 1976 году.
Дебютировал в 2001 году в сериале «Городские декорации». С тех пор успешно совмещает работу в кино и на сцене. Был номинирован на премию Союза испанских актёров за роль в сериале  Хоакина Льямаса и  Алехандро Бассано  «Ответчики», принёсшую ему известность.
В 2003 году снялся в фильме «Слабость большевика», являющегося экранизацией одноимённого романа Лоренсо Сильвы.
C 2018 года работал на съёмках криминального сериала «Гиганты» о клане Герреро, где его партнёрами были Хосе Коронадо (отец), Исак Феррис и Нене (братья).
В 2019 году был удостоен приза  CinEuphoria Awards, сыграв в  короткометражной драме Пабло Гомеса-Кастро  «Аренда».
У Даниэля есть двое детей, сыновья Мирко и Гуидо,  от многолетних отношений с Флоренсией Фернандес.

## Избранная фильмография
- Слабость большевика — Перико (2003)
- Прозрение  — д-р Роман (2010)
- Ангел  или   демон — Валафар (2011)
- Конец света — Феликс (2012)
- Полнолуние — Рауль Пандо (2012)
- Пальмы в снегу — Мануэль (2015)
- Джульетта — Хоан (2016)
- Кровавое дерево — Виктор (2018)
- Собор у моря — Бернат Эстаньоль (2018)